# Kim Appleby
Kim Loraine Appleby (Hackney, 28 augustus 1961) is een Britse zangeres, producer en songschrijfster van Jamaicaanse afkomst. Zij is bekend van het duo Mel & Kim, dat ze in de jaren 80 met haar jongere zus Melanie (11 juli 1966 - 18 januari 1990) vormde. Samen scoorden ze hits als Showing Out (Get Fresh at the Weekend), Respectable, F.L.M. en That's the way it is. Tot tweemaal toe bereikten zij een nummer-1-notering in de Nederlandse hitparade.
Na deze successen trok Kim zich terug om voor haar zieke zus te zorgen; Mel overleed op 18 januari 1990 aan kanker.

## Solocarrière
Begin jaren 90 scoorde Appleby solohits met Don't Worry, G.L.A.D. en Mama. Daarna volgden het album Breakaway (1993) en de single Free Spirit (1994), die geen van beide een succes waren.
Appleby is gestopt als zangeres, maar produceert en schrijft nog wel voor andere artiesten. Ook heeft ze de afgelopen jaren gewerkt als actrice (bijvoorbeeld Doctors (BBC, tv) en in het theater met De Vagina Monologen) en heeft ze een tijdje gewerkt als E-Jay voor het eerste internet-radiostation Stormlive. Op muzikaal gebied heeft ze in 2005 met de Duitse DJ Tonka op zijn album 84 nog twee nummers (Believe en Follow You) opgenomen en uitgebracht. In 2007 bracht ze via internet de single High uit.
In februari 2018 verscheen de niet eerder uitgebrachte Mel & Kim-single 'Where is love. Verder presenteerde Appleby een programma voor de zender BBC 4, waarin zij met Midge Ure (Ultravox) door Engeland en Ierland trok om de diversiteit van de Britse jaren 80-pop te onderzoeken.

## Discografie

### Albums
| Album met eventuele hitnotering(en) in de Nederlandse Album Top 100 | Datum van verschijnen | Datum van binnenkomst | Hoogste positie | Aantal weken | Opmerkingen |
| ------------------------------------------------------------------- | --------------------- | --------------------- | --------------- | ------------ | ----------- |
| Kim Appleby                                                         | 1990                  | 22-12-1990            | 68              | 11           |             |
| Breakaway                                                           | 1993                  | -                     |                 |              |             |

### Singles
| Single met eventuele hitnotering(en) in de Nederlandse Top 40 | Datum van verschijnen | Datum van binnenkomst | Hoogste positie | Aantal weken | Opmerkingen                 |
| ------------------------------------------------------------- | --------------------- | --------------------- | --------------- | ------------ | --------------------------- |
| Don't worry                                                   | 1990                  | 08-12-1990            | 4               | 11           | Nr. 3 in de Single Top 100  |
| G.L.A.D. (Good lovin' and devotion)                           | 1991                  | 09-03-1991            | 13              | 6            | Nr. 16 in de Single Top 100 |

| Single met hitnotering(en) in de Vlaamse Ultratop 50 | Datum van verschijnen | Datum van binnenkomst | Hoogste positie | Aantal weken | Opmerkingen |
| ---------------------------------------------------- | --------------------- | --------------------- | --------------- | ------------ | ----------- |
| Don't worry                                          | 1990                  | 15-12-1990            | 2               | 14           |             |
| G.L.A.D. (Good lovin' and devotion)                  | 1991                  | 16-03-1991            | 6               | 9            |             |
| Mama                                                 | 1991                  | 29-06-1991            | 25              | 4            |             |

- Bibliothèque nationale de France: cb139358783 (data)
- Gemeinsame Normdatei: 134700090
- International Standard Name Identifier: 0000 0001 1872 3547
- Library of Congress Control Number: no2005096934
- MusicBrainz: f9610a12-90a0-44ba-aaf6-fdc3417b6e2f
- Virtual International Authority File: 2660251
- WorldCat: E39PBJkMFJ3Tp3M6WbRTfpYdcP